# Yakōchū
Yakōchū (夜光虫) és un videojoc de Sound Novel creat per Athena per a Super Nintendo el 16 de juny de 1995 i per a Game Boy Color el 22 d'octubre de 1999, amb el nom de "Yakōchū GB". Alhora que es presentava l'adaptació del joc per a Game Boy Color, es presentà una seqüela per a Nintendo 64 anomenada Yakōchū II: Satsujin Kōro. El nom del joc, Yakōchū, vol dir Noctiluca en català. El joc fou comercialitzat exclusivament al mercat japonés.

## Argument
El protagonista (sense nom) és el capità d'un vaixell de càrrega anomenat "Diana". Durant un viatge rutinari, comencen a succeir diversos i perillosos incidents: tifons, hòmens caiguent de coberta, assassinats, fantasmes, polissons i fins i tot l'aparició d'abelles assassines! Aconseguirá el nostre intrèpid capità finalitzar el viatge i tornar a port, on l'espera la seua promesa Yuka?

## Equip tècnic
- Guió: Mami Shiraishi (SNES i GBC)
- Productor executiu: Sakae Nakamura (SNES i GBC)
- Música: Tsugitoshi Gotō (SNES)
- Programador: Masashi Ōbuchi (SNES i GBC)